# Castejón de Alarba
Castejón de Alarba è un comune spagnolo di 103 abitanti situato nella comunità autonoma dell'Aragona.